# Maddie Hinch

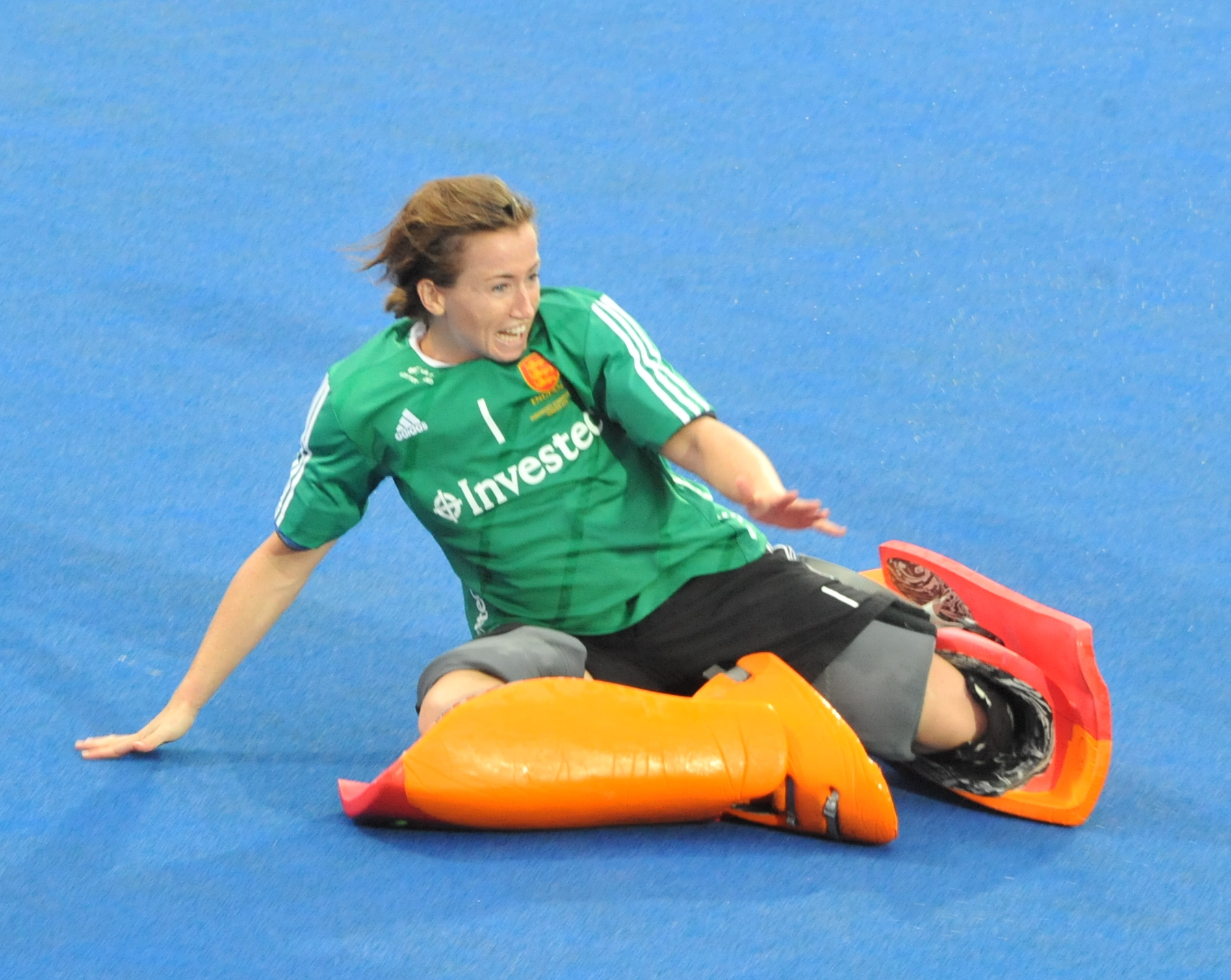
Maddie Hinch im Finale der Europameisterschaft 2015

Madeleine „Maddie“ Clare Hinch, MBE (* 8. Oktober 1988 in West Chiltington, West Sussex) ist eine britische Hockeytorhüterin. Sie war Olympiasiegerin bei den Olympischen Spielen 2016 und Europameisterin 2015.

## Leben
Die 1,68 m große Maddie Hinch debütierte 2011 in der englischen Nationalmannschaft. 2013 stand sie bei der Europameisterschaft in Boom im Tor. Die Engländerinnen belegten in der Vorrunde den zweiten Platz hinter der deutschen Mannschaft. Nachdem die Engländerinnen im Halbfinale die Niederländerinnen im Penaltyschießen bezwungen hatten, trafen sie im Finale wieder auf die Deutschen und unterlagen im Penaltyschießen. Die Weltmeisterschaft 2014 wurde in Den Haag ausgetragen. Die Engländerinnen belegten in ihrer Vorrundengruppe den letzten Platz und klassierten sich als Elfte von zwölf Mannschaften. Anderthalb Monate später fanden in Glasgow die Commonwealth Games 2014 statt. Die Engländerinnen belegten in ihrer Vorrundengruppe den zweiten Platz hinter den australischen Damen. Nach einem Halbfinalsieg über die Neuseeländerinnen trafen die Engländerinnen im Finale wieder auf die australische Mannschaft und unterlagen im Shootout. 2015 war London Austragungsort der Europameisterschaft. Die Engländerinnen gewannen ihre Vorrundengruppe vor den Deutschen und bezwangen im Halbfinale die spanische Mannschaft. Das Finale wurde im Shootout entschieden und die Engländerinnen gewannen gegen die Niederländerinnen.
Maddie Hinch hatte bereits 2014 ihr erstes Länderspiel in der britischen Nationalmannschaft bestritten. Nach der Europameisterschaft 2015 trat sie bis zu den Olympischen Spielen 2016 in Rio de Janeiro nur in der britischen Mannschaft an. Beim Turnier in Rio de Janeiro gewannen die Niederländerinnen und die Britinnen jeweils ihre Vorrundengruppe. Die Britinnen erreichten das Finale mit Siegen über Spanien und Neuseeland. Die Entscheidung im Finale gegen die Niederländerinnen fiel einmal mehr im Shootout, die Britinnen gewannen die Goldmedaille.
Nach den Olympischen Spielen begann wieder die Zeit der englischen Nationalmannschaft. Bei der Europameisterschaft 2017 in Amstelveen gewannen die Engländerinnen Bronze vor den Deutschen. Im Frühjahr 2018 siegten die Engländerinnen bei den Commonwealth Games an der australischen Gold Coast im Spiel um Bronze gegen die indische Mannschaft. Drei Monate später bei der Weltmeisterschaft in London unterlagen die Engländerinnen im Viertelfinale den Niederländerinnen. In der Gesamtwertung erreichten sie den sechsten Platz. 2019 unterlagen die Engländerinnen bei der Europameisterschaft in Antwerpen im Spiel um den dritten Platz der deutschen Mannschaft. Zwei Jahre später verpassten die Engländerinnen das Halbfinale bei der Europameisterschaft in Amstelveen und belegten den fünften Platz. Bei den Olympischen Spielen in Tokio bezwangen die Britinnen im Viertelfinale die Spanierinnen im Penaltyschießen, im Halbfinale unterlagen sie den Niederländerinnen mit 1:5. Im Spiel um den dritten Platz trafen die Britinnen auf die Inderinnen und siegten mit 4:3.
In den Jahren 2016 bis 2018 wurde Maddie Hinch dreimal als beste Torhüterin der Welt ausgezeichnet.